# Akkezdet
A Akkezdet Phiai korai demóiból kinőtt debütáló album Akkezdet címmel – az első szövegkönyves magyar hip hop lemez – 2004 áprilisában jelent meg, a WacuumAirs -az első magyar független hip hop kiadó – címkéjével. A hanganyag szó szerint egy szekrényben lett felvéve, a házi stúdióban készült lemez master-munkálatait a csapat Bobakrome-mal közösen végezte – az „Akkezdet” szerzői kiadásban látott napvilágot. Az albumot azóta a magyar hip hop egyik legmeghatározóbb mérföldkövének titulálják számos fórumon.

## Háttér
A demóanyag gyorsan terjedt, így meghívást kaptak Györemix! rádióműsorába (Rocksteady Beat – estFM), aminek köszönhetően egyetlen éjszaka alatt megismerte őket mindenki, aki akkoriban a fővárosban hip hop-ot hallgatott. 2003-ban már nagyon sok előjele volt az album megjelenésének. 2004-ban szerzői kiadásban jelent meg első albumuk: "Akkezdet". Az első magyar hip hop lemez, amiben szövegkönyv található. A zenék tetemes részét Saiid készítette, ebben segítségére volt még Fari a Streetnoyz Entertainment tagjaként, az ő nevéhez fűződik a Van Gond című szám zenei alapja. A korongot Saiid producerálta, a lemez felvételeiben Györemix! ajánlására Bobakrome segédkezett, így végül rákerült a Wacuum Airs fémjele.
Bobakrome így jellemezte az albumot: "ez nem rivalizálás, hanem rímelés... A legtöbb wacuum-produceri munkálatot (alapzenék kikeverése+hangszerelése, összes szöveg felvétele, mester audio elkészítése, borítógrafika és a szövegkönyv elkészítése) magába foglaló debütáló album, ami szövegkönyves albumként CD-n kidobott lemez formájában napvilágot látott. Két tagú formáció az AKPH (Saiid & Újonc/) hanganyaga, amin Dj Qcee csikar.

## Zene és szöveg

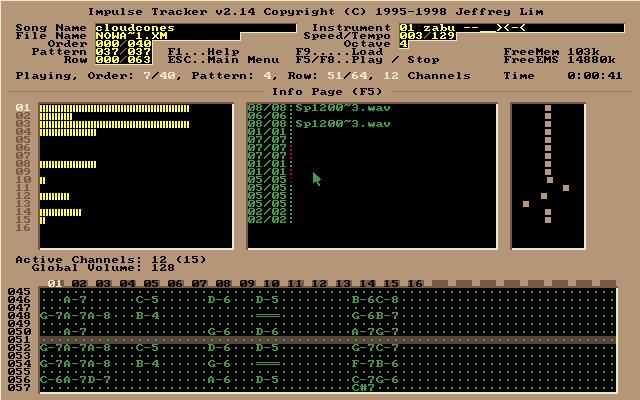
Ez a Impulse Tracker

### HangzásvilágaésProducer-elése
Az album hangzása 90-es évekbeli East coast hip hop hangzása inspirálta, mint a Wu-Tang Clan, Gang Starr, Mobb Deep producer technikák megfigyelhetőek ezenkívül számos sample  “A gyűlölet” című filmből van ami szövegben is nagyon inspirálta csapatot. A dobok igazi Boom bap groove-okra és ritmus mintákra épülnek. A zene Impulse Tracker-ben és Acid Pro-ban készült ami nagyon az mutatja hogy elég alacsony költségvetésű és nem támogatott projekt volt. A zenéken is észrevehető a silány keverés (mix-elés) és master-elés, de ennek ellenére a csapat kihozta amit csak tudott és maradandót alkotott.

### Szöveg témája és tartalma
A szöveg nagyon összetett és lényegében teljesen átírta az eddig magyar rap szövegeket ami nagyon egyszerűek voltak akár tartalmi akár rímtechnikai szempontból. A szövegek teli vannak utalásokkal kosárlabdára, közéleti elemekre, politikára, amerikai focira, köznyelvi mondásokra. A szöveg egy keresztrejtvényszerűen épül fel és minden sor értelmezése után kapjuk meg a szám igazi mondani valóját. A dalszöveg picit keveri a hip hop életérzést, a valós problémákat és egy életstílus próbál átadni ahol az egyetlen út az értelem felé vezető út. A zene próbálja népszerűsíteni az underground-ot és mainstream-be emelni, de csak populáris tekintettben mivel teljesen ellenzi az előadók és az emberek kizsákmányolását akár anyagilag akár mentálisan.

### Rap technikája
Rap technikailag nagyon összetett, de igazán az East Coast hip hop stílust adja vissza. A változatos tartalmú belső rímekkel és punchline-okkal teli sorokkal hemzsegnek a szöveg. A flow is valami telken más az eddig megszokotthoz képes.

### Az album szerkezete
Igazi inspiráció forrás látható mivel ez annak ellenére hogy Akkezdet Phiai-nak az első projektje mivel nem volt mixtape-jük se semmi előző kiadványuk annak ellenére nagyon összetett. Az egész album egy történetként működik mivel a Skit-ek és az Intro és Outro nagyon egybe tarja a albumot. A folyamtatos szövegelések között nagyon jó pihenés nyújtanak az Skit-ek (átvezetők). Az egész album 27 zenéből áll ebből 1 Intro és 8 Skit.

## Borító
Az album borítója sci-fi hatású és nagyon tükrözi amit az albumtól várhatunk a képen bal oldalon láthatjuk Újonc-ot robot Transformers szerű ábrázolásban, ahogy a mikrofont fogja a másik oldalon Saiid látható hasonlóábrázolásban annyi különbséggel hogy a testébe építve van 2 lemezlejátszó és a felső testén egy keverő és a sampler, dobgép (drum machine) és groovebox-ra hasonlító eszköz. Mindkettőjük lába hangszórókkal van díszítve ami utalhat a rap-jük nagyságára. Az eredeti borítókép sötét kék fényben és villámokkal készült ami mutatja a sötét, és nyomott hangzára utalhat a villámok meg a szövegeik nagyságát és hatását mutatja.
Az bal sarkában felegyelgetünk egy Parental Advisory (A Parental Advisory egy önkéntes zenei figyelmeztető címke, amelyet a hangfelvételeken helyeznek el a nem megfelelő hivatkozások, például erőszak, szexuális tartalom vagy káromkodás elismeréseként. Célja, hogy figyelmeztesse a szülőket a gyermekek számára potenciálisan alkalmatlan anyagokra. Csak az Amerikai Egyesült Államok volt használatos.) jelzés magyar paródiája figyelhető meg.

## Az album dallistája
A dallista a Discogs weboldalról-ról származik.
| Akkezdet | Akkezdet                       | Akkezdet                | Akkezdet             | Akkezdet | Akkezdet | Akkezdet | Akkezdet | Akkezdet | Akkezdet |
|          | Cím                            | Szerző(k)               | Producer(ek)         | Hossz    |          |          |          |          |          |
| -------- | ------------------------------ | ----------------------- | -------------------- | -------- | -------- | -------- | -------- | -------- | -------- |
| 1.       | Intro                          | Süveg Márk Závada Péter | Saiid Fari Bobakrome | 1:50     |          |          |          |          |          |
| 2.       | Akkezdet...                    | Süveg Márk Závada Péter | Saiid Fari Bobakrome | 4:58     |          |          |          |          |          |
| 3.       | Pesti Események                | Süveg Márk Závada Péter | Saiid Fari Bobakrome | 3:31     |          |          |          |          |          |
| 4.       | Vers Mindegy Kinek             | Süveg Márk Závada Péter | Saiid Fari Bobakrome | 1:37     |          |          |          |          |          |
| 5.       | Lé                             | Süveg Márk Závada Péter | Saiid Fari Bobakrome | 4:22     |          |          |          |          |          |
| 6.       | Alko-hol? (Skit)               | Süveg Márk Závada Péter | Saiid Fari Bobakrome | 0:21     |          |          |          |          |          |
| 7.       | Oldalwiz                       | Süveg Márk Závada Péter | Saiid Fari Bobakrome | 2:46     |          |          |          |          |          |
| 8.       | Motozás A Kopó Már Örül (Skit) | Süveg Márk Závada Péter | Saiid Fari Bobakrome | 1:03     |          |          |          |          |          |
| 9.       | Van Gond                       | Süveg Márk Závada Péter | Saiid Fari Bobakrome | 4:14     |          |          |          |          |          |
| 10.      | Anyámra (Skit)                 | Süveg Márk Závada Péter | Saiid Fari Bobakrome | 2:58     |          |          |          |          |          |
| 11.      | 2 Ponttal                      | Süveg Márk Závada Péter | Saiid Fari Bobakrome | 5:33     |          |          |          |          |          |
| 12.      | Újítanék                       | Süveg Márk Závada Péter | Saiid Fari Bobakrome | 5:02     |          |          |          |          |          |
| 13.      | Bosszant Akkezdet              | Süveg Márk Závada Péter | Saiid Fari Bobakrome | 0:53     |          |          |          |          |          |
| 14.      | Az Elvarázsolt Dollár          | Süveg Márk Závada Péter | Saiid Fari Bobakrome | 2:48     |          |          |          |          |          |
| 15.      | Beteg Vagy (Skit)              | Süveg Márk Závada Péter | Saiid Fari Bobakrome | 0:53     |          |          |          |          |          |
| 16.      | Van Egy Gádzsi                 | Süveg Márk Závada Péter | Saiid Fari Bobakrome | 2:48     |          |          |          |          |          |
| 17.      | Hozzám Beszélsz? (Skit)        | Süveg Márk Závada Péter | Saiid Fari Bobakrome | 0:27     |          |          |          |          |          |
| 18.      | Phasskivan                     | Süveg Márk Závada Péter | Saiid Fari Bobakrome | 2:49     |          |          |          |          |          |
| 19.      | Habi Steez                     | Süveg Márk Závada Péter | Saiid Fari Bobakrome | 1:27     |          |          |          |          |          |
| 20.      | 1 Hét (Skit)                   | Süveg Márk Závada Péter | Saiid Fari Bobakrome | 1:46     |          |          |          |          |          |
| 21.      | Tartsd Meg A Távot             | Süveg Márk Závada Péter | Saiid Fari Bobakrome | 4:35     |          |          |          |          |          |
| 22.      | 2 Fél                          | Süveg Márk Závada Péter | Saiid Fari Bobakrome | 5:05     |          |          |          |          |          |
| 23.      | Mivel Játszol                  | Süveg Márk Závada Péter | Saiid Fari Bobakrome | 6:14     |          |          |          |          |          |
| 24.      | 1 Hét Pt. II (Skit)            | Süveg Márk Závada Péter | Saiid Fari Bobakrome | 1:52     |          |          |          |          |          |
| 25.      | Hogy Üssön                     | Süveg Márk Závada Péter | Saiid Fari Bobakrome | 4:28     |          |          |          |          |          |
| 26.      | Állatkert (Skit)               | Süveg Márk Závada Péter | Saiid Fari Bobakrome | 1:07     |          |          |          |          |          |
| 27.      | Oltassz                        | Süveg Márk Závada Péter | Saiid Fari Bobakrome | 5:29     |          |          |          |          |          |
| 78:39    |                                |                         |                      |          |          |          |          |          |          |

### Az albumon hallható sample (hang és dal minták)
Az információk innen valók.

#### Intro
- Georges Bizet – Mais Nous Ne Voyons Pas La Carmencita!  ★ A sample 0:09-től kezdődik.

#### Akkezdet...
- Fényes Szabolcs és Házy Erzsébet - Van-e Szerelmesebb Vallomás ★ A sample 0:00-tól kezdődik.

#### Lé
- Mobb Deep - More Trife Life ★ A sample 0:00-tól kezdődik.

#### Van Gond
- Hofi Géza  - Akácos út ★ A sample 5:30-tól kezdődik.

#### Újítanék
- Makám és Kolinda - Két Népdal ★ A sample 0:29-tól és 1:34-től kezdődik.

#### Bosszant Akkezdet
- Firma – Showhaizay ★ A sample 0:12-tól kezdődik.

#### Mivel Játszol
- Firma – Showhaizay ★ A sample 0:59-től kezdődik.

#### Hogy Üssön
- Oscar Peterson Trio - All of Me ★ A sample 0:07-től kezdődik.
- Bobakrome – Egérklub ★ A sample 4:20-tól kezdődik.

#### Oltassz
- Halász Judit – Elmúlt Az Éjjel ★ A sample 0:04-től kezdődik

## Közreműködő előadók
Ezek az adatok Discogs weboldalról származnak és az eredeti album hátoldalának aljáról. 
- Saiid – rappelés, vokál , előadó, dalszövegíró, hangszerelő, Producer, komponálás, scratch betétek
- Újonc P – rappelés, vokál , előadó, dalszövegíró
- Györemix! – Producerelés, Hangrögzítő mérnök
- Fari (Streetnoyz Entertainment)  – hangszerelés, producer, komponálás, segéd producer (sampling-elés)
- Bobakrome (Wacuum Airs)  – hangmérnök,  keverés (Mixing),  master
- O-CEE (Vinyl Warriorz) – scratch betétek
- Varga Zsolt (Digital Reality) – grafika

## Kiadások
A kiadásáról az információkat a Discogs weboldalról származik.
| Cím                      | Év   | Ország       | Kiadó                    | Formátum | Megjegyzések                                                                                               |
| ------------------------ | ---- | ------------ | ------------------------ | -------- | --- |
| Akkezdet                 | 2003 | Magyarország | Wacuum Airs, DDK Records | CD       | Mixelte, Masterelte – Bobakrome Írta, Producerálta – Süveg Márk, Závada Péter                              |
| Akkezdet – Instrumentals | 2020 | Magyarország | Nem kiadóban lett kiadva | LP       | Mixelte, Masterelte – Bobakrome Hangmérnők, újra Masterelte – Csont István Írta, Producerálta – Süveg Márk |
| Akkezdet                 | 2023 | Magyarország | Nem kiadóban lett kiadva | LP       | Mixelte, Masterelte – Bobakrome Írta, Producerálta – Süveg Márk, Závada Péter                              |
| Akkezdet                 | 2023 | Magyarország | Nem kiadóban lett kiadva | CD       | Mixelte, Masterelte – Bobakrome Írta, Producerálta – Süveg Márk, Závada Péter                              |

## Díjak és elismerések
★★★★★
A lemez elsöprő sikert aratott mind a kritikusok, mind a hallgatóság köreiben, bekerült a "300 magyar lemez, amit hallanod kell, mielőtt meghalsz" válogatásra, ebben ez évben a legjobb filmzenéért járó zsűri különdíjat hozták el az 52. Alternatív Filmszemlén.Az album többször is fellelhető a “2004 Legjobb Albumai Zenészek és Újságírók Szerint” elnevezésű kollektív listán, szintén megtalálható a „303 magyar lemez, amit hallanod kell, mielőtt meghalsz” c. könyvben.
★★★★★

### LEMEZKRITIKÁK
A lemezkritikák innen származnak. Ezek a lemezkritikákat az album megjelenése körül írták (2004-től).

„Akkezdet Phiai: Akkezdet (Wacuum Airs)
A Wacuum Airs, Magyarország első független hiphop kiadója, magáénak tudhatja az ország egyik legígéretesebb rapcsapatát, az Akkezdet Phiait. Saiid és Újonc duója új utakat nyit a magyar nyelvű hiphop-szövegírásban. Ez a "street speech" nemcsak hiteles, hanem intelligens is, és jelentős verbális tehetséget, valamint kísérletező kedvet jelez. Kedvenceik Parti Nagy Lajos és Talib Kweli, ami remek párosítás.
Az Akkezdet album fizikai formátumban is lenyűgöző: a sci-fi stílusú borító gondos kidolgozása elkötelezettséget sugall. A szövegek a kihajtható borítóban találhatóak, ami példaértékű. Bobakrome produceri és mastering munkája kiemelkedő, és a lemez hangzásvilága is figyelemreméltó. Saiid által készített alapok jól működnek, bár a színvonal nem mindig egyenletes, mégis vannak kiemelkedő számok. A "Van gond" lassú, masszív elektronikus breakje a legsajátosabb hangulatot árasztja, míg a kövér basszusok és jól eltalált szemplerek dominálnak a lemezen. A nyitó "Akkezdet…" és a "Lé", valamint "Az elvarázsolt dollár" című számok különösen erősek. A "Mivel játszol" pedig a lemez csúcspontja, klasszikus himnusz-flash párosítással.
Az album 27 trackből áll, ebből nyolc skit, amelyek többsége a "Gyűlölet" című francia filmből és a zenekar közreműködésével készült "Egy hét" című magyar rövidfilmből származik. Bár többszöri hallgatás után ezek a skitek már léptethetők, ez legyen a legnagyobb problémánk. Saiid és Q-Cee (a Vinyl Warriorz DMC-bajnoka) kiváló szkreccseket hoznak, élőben pedig Saiid bakelitről játssza az alapokat, ami professzionális megközelítést tükröz.
A szövegekben rengeteg szabad asszociáció és nyelvjáték található, amelyek egyedi stílust kölcsönöznek az albumnak. Bár egyesek a mondanivaló és a koherencia hiányára panaszkodnak, a zenekar ezt nem hagyja figyelmen kívül. Az "Akkezdet Phiai" humoros és eredeti, elsősorban azoknak szól, akik már unják a hiphop közhelyeket.
Értékelés: 9/10”

– EstHU

„Akkezdet Phiai: Akkezdet
"Hogy lehetne más MC jobb, ha mind balfasz? Hogy lehet, hogy abból lesz tűz, hogyha oltasz?" – Ez az Akkezdet Phiai albuma, ahol Saiid és Újonc odacsap. A lemez a Wacuum Airs produkciója, Bobakrome produceri és mastering munkájával. Az alapokat Saiid jegyzi, a scratch pedig Q-Cee-től, a Vinyl Warriorz DMC-bajnokától származik.
Az album 27 trackkel rendelkezik, összesen 78 percnyi zenével, amelyből nyolc skit. Bár ezek a skitek néha túl hosszúnak tűnhetnek, a raplemezhez szükségesek. A zenék megfelelőek, bár nem mindenki fogja high-end eszközökön élvezni a beateket. Mégis, néhány hatalmas himnusz található a lemezen, mint például a nyitó "Akkezdet" és a negyedik "Lé". Q-Cee és Saiid scratchei kitűnőek.
Az Akkezdet Phiai szövegtechnikája kiváló, szabadon játszanak a sorokkal, és rímtechnikájuk magával ragadó. A mondanivaló folyamatos asszociációs formában áramlik, ami posztmodern rapet eredményez. A témák életközeliek, és sok szó esik pénzről, nőkről és önértékelésről. Az "Akkezdet Phiai" produkció kiemelkedő, és a hiphop verbálágát így mindenképp érdemes művelni.”

– Szorongas.com

„Akkezdet Phiai: Akkezdet
Az Akkezdet Phiai, Saiid és Újonc a Wacuum Airs égisze alatt jelentette meg debütáló nagylemezüket. A korábbi letölthető témák és élő fellépések már sokat sejtettek, de ez az album minden várakozást felülmúl. A lemez 78 percben elsöprő szövegeket kínál, amelyek zömét minőségi hiphop zenekeretbe ágyazták, amelyet Saiid készített.
Nincs benne gengszter-erőlködés, inkább valósághegyek és mocskos szájú vers-zsenialitás jellemzi, ami minden korábbi magyar rappróbálkozót felülmúl. Ez a lemez kötelező darab minden hiphop rajongó számára.
Értékelés: 5/5”

– Flyerz Magazin

„Akkezdet Phiai: Akkezdet
Az "Akkezdet Phiai" albuma, amelyet Saiid és Újonc készített, régóta várt kiadás, amely 27 tracket tartalmaz. A letisztult, újrafelvett, mixelt, és DJ Q-Cee által felszkreccselt anyag különösen figyelemre méltó. Az albumon három teljesen új dal is található, köztük a hatperces katarzis, a "Mivel Játszol", amely talán a legjobb hazai alkotás.
Bár a lemez 20. hallgatásra is új értelmezéseket kínál, a "Lé" különösen kiemelkedik. Az album kötelező beszerzés mindenkinek, aki szereti a magyar hiphopot.
Értékelés: 9/10”

– Raplife Magazin

„Akkezdet Phiai: Akkezdet (Wacuum Airs)
Az "Akkezdet Phiai" albuma végre megjelent, és valódi megkönnyebbülést hozott a várakozók számára. Az album játékos hiphopot kínál, amely mentes az öncélú világmegváltós giccstől. A szövegek erősek, és több hallgatás után is új rétegeket tárnak fel.
Az album kiemelkedik a magyar hiphop mezőnyéből, és mérföldkőnek tekinthető. A stúdiómunkát Bobakrome vezette, és bár a zenei alapok nem a legerősebbek, a stílus megvan, és az egész szerethető. Az "Akkezdet Phiai" albuma olyan erős produkció, amely után mindenki számára fel van adva a lecke, aki mikrofont akar a kezébe venni.
Értékelés: 420”

– Fontos Magazin